# Противопролежневый матрас

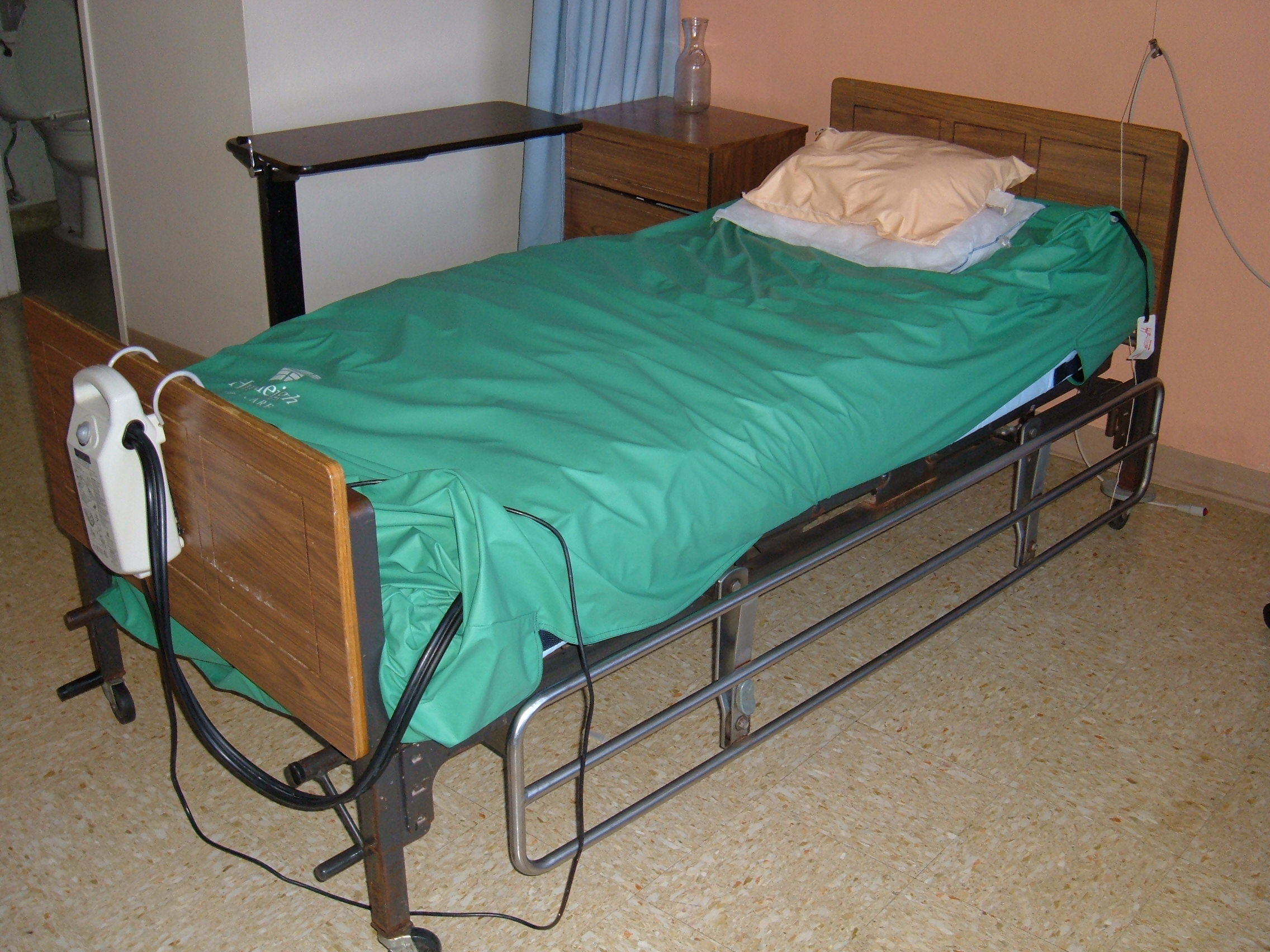
Матрас с переменным давлением

Противопролежневый матрас, или Антипролежневый матрас — это матрас (накладка), который используется при уходе за больными, для лечения и профилактики пролежней путём снижения максимального контактного давления. Существует несколько способов снижения контактного давления: местный (происходит в результате увеличения площади контактной поверхности); временный (можно наблюдать при использовании систем переменного давления), при котором происходит перераспределение давления с одних частей тела на другие; при помощи микро-стимуляции.
Принцип работы таких устройств основывается на сокращении влияния внешних факторов возникновения пролежней, в частности, когда микростимуляция используется для улучшения микроциркуляции крови в кожных покровах.

## Область применения
Пролежневые матрацы применяются чаще всего в интенсивной медицине и при уходе за пожилыми людьми. Необходимость применения таких матрацев возникает тогда, когда пациент обездвижен в результате комы, длительной седации или паралича. Опасность образования пролежней возникает при плохом снабжении кожи кислородом в месте соприкосновения тела пациента с поверхностью на которой он лежит. Двух часов достаточно для образования пролежня (Versluysen, 1986), такие системы так же широко используются при профилактике пролежней и в операционной практике.

## Альтернативы
В качестве альтернативы (или дополнения)  к использованию пролежневого матраца возможно только постоянное переворачивание тела пациента (приблизительно один раз в два часа), что в настоящий момент не всегда возможно в больницах и геронтологических центрах по различным причинам. В таком случае необходимо позаботиться о специальной технике для транспортировки и ухода за  кожными покровами больных. Ответственный персонал должен постоянно контролировать  положение тела пациента и вносить точные данные о его изменении.
Пациенты, которые располагаются на пролежневых матрацах не испытывают таких неудобств, так как пролежневый матрац работает незаметно для пациента, что может позитивно сказаться на процессе выздоровления. Но это не означает, что лежащего на таком матраце человека не нужно переворачивать.

## Виды матрацев
Существует большое количество различных типов пролежневых матрацев и накладок. Для стационарных условий и интенсивной терапии  полноценные пролежневые кровати, которые применяются только при лечении пациентов с большим весом.

### Матрацы с переменным давлением

#### Принцип действия
Такие матрацы состоят из множества воздушных камер, которые автоматически попеременно наполняются воздухом и опустошаются, в результате чего происходит перераспределение давления с одних частей тела на другие. Для проведения необходимых пациенту процедур, систему можно перевести в режим постоянного давления. В экстренных случаях (реанимация,  сердечно-лёгочная реанимация (СЛР)) весь воздух из матраца можно быстро откачать. В этой категории так же выделяют полноценные пролежневые кровати и накладки, которые размещаются поверх обычного матраца. В старых моделях таких матрацев, при работе, компрессор создаёт ощутимую вибрацию, что иногда доставляет пациентам неудобство. Здесь необходимо различать двух- и трёхкамерные пролежневые матрацы. У последних попеременно надуваются 3 камеры, что существенно сокращает площадь поверхности соприкосновения матраца с телом больного. Процесс сдувания и надувания двухкамерного матраца доставляет пациентам меньше неудобств, чем при работе трёхкамерных пролежневых матрацев с переменным давлением.

Не каждый пневматический матрац при отключении электропитания может поддерживать необходимое давление в течение длительного времени, а это иногда приводит к проблемам в области геронтологии.

#### Преимущества
- простота использования
- легко транспортируется

#### Недостатки
- неприятный звук  при работе компрессора
- противопоказан пациентам больным с дисморфическим расстройством
- противопоказан при хирургических вытяжениях (вытяжение ног)
- давление создаёт нагрузку на один участок тела, в связи, с чем непроизвольно происходит кратковременное снижение кровотока
- при длительном использовании матрац вызывает развитие дисморфического расстройства (пациент теряет границы собственного тела)
- пациенты с болями могут испытывать сильные болевые ощущения при пиковом давлении возникающем при работе системы
- содержать в чистоте такой матрац иногда оказывается проблематично

### Мягкие статичные матрацы

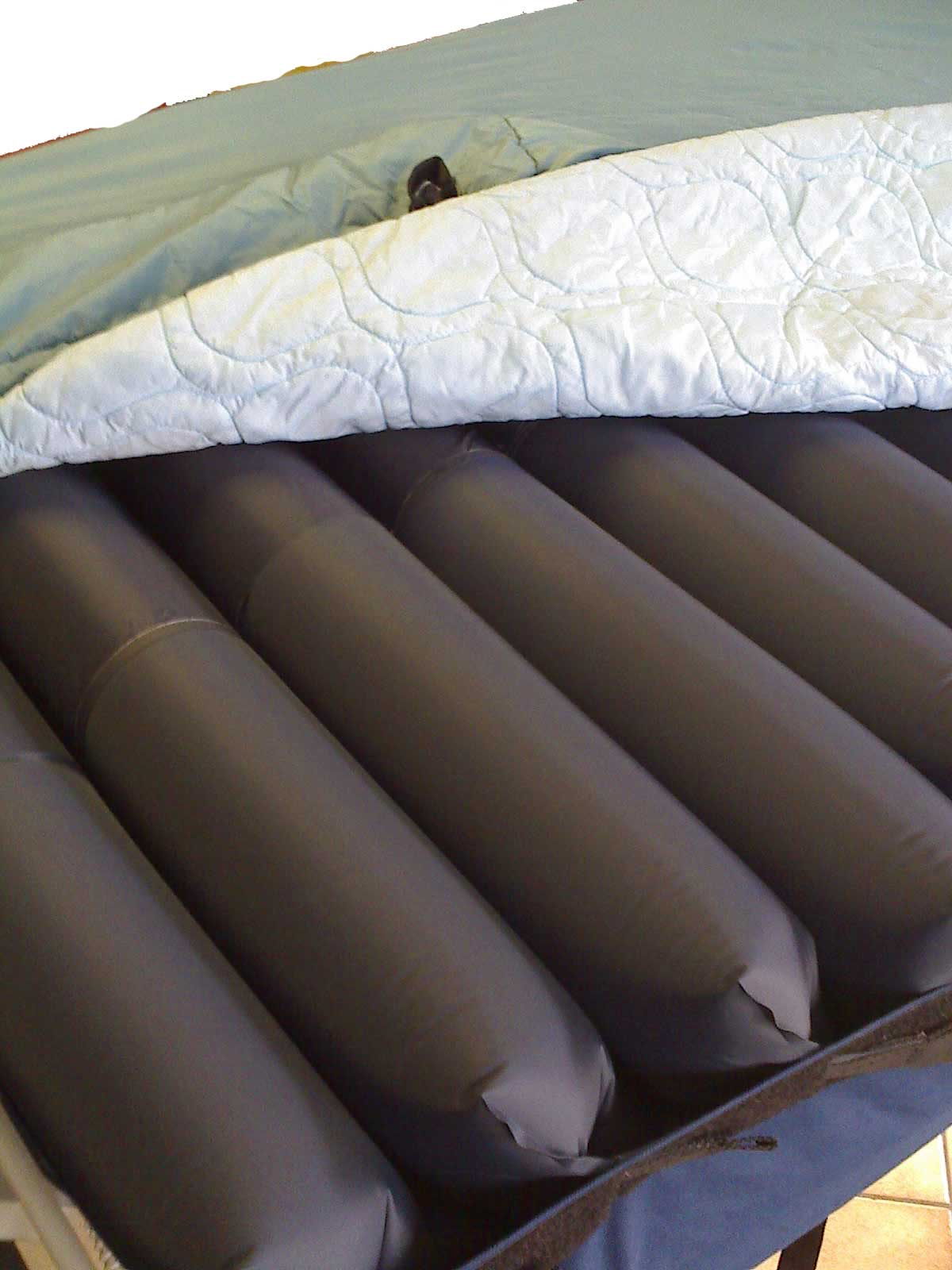
Система из воздушных подушек, состоит из отдельных воздушных камер

#### Принцип действия
Здесь может быть два различных варианта. Пациент помещается на губчатый матрац, или на воздушные подушки, снабжаемые воздухом при помощи компрессора. Матрацы с пенным наполнителем: При использовании мягких пенистых материалов (встречаются как обычные, так и  вязко-эластичные вспененные материалы) пациент как бы проваливается в матрац. В результате увеличения площади контакта с поверхностью давление снижается. Вязко-эластичные пены при нагревании становятся мягче и обтекают тело больного лучше других пенистых материалов. Необходимо так же отметить, что при глубоком погружении давление распределяется более равномерно, движения, производимые человеком, в большей степени поглощаются. Выбранный матрац должен не только существенно снизить нагрузку от давления, но и минимально ограничивать движения пациента.
Некоторые матрацы состоят из нескольких секций (головная, крестцовая (тазовая), нижняя), которые наполнены пеной с различными, подходящими для каждого участка, свойствами.
Пневматические подушки и матрацы значительно лучше,  в них воздух в верхних слоях осуществляет равномерное распределение веса по поверхности матраца. В интенсивной терапии такие системы применяются в сочетании с методами лечения при помощи воздушных потоков. Интенсивность применения данной терапии не всегда ограничивается степенью  поражения кожных покровов.
Как подвид в этой группе можно рассматривать массажные матрацы, которые часто ошибочно называют матрацами с переменным давлением. При работе массажного матраца отдельные воздушные камеры наполняются воздухом в определённом порядке, начиная от конца ступни; таким образом, получается некое подобие волны. Это производит такой же эффект как и при использовании системы переменного давления,  без неприятных ощущений при пиковом давлении.

#### Преимущества
- кожа больного непрерывно обдувается легким потоком воздуха (при наличии лазерной перфорации)
- легко транспортируется

#### Недостатки
- неприятный звук  при работе компрессора
- противопоказан пациентам больным с дисморфическим расстройством
- противопоказан при хирургических вытяжениях (вытяжение ног)
- давление создаёт нагрузку на один участок тела, в связи, с чем непроизвольно происходит кратковременное снижение кровотока
- при длительном использовании матрац вызывает развитие дисморфического расстройства (пациент теряет границы собственного тела)
- пациенты с болями могут испытывать сильные болевые ощущения при пиковом давлении возникающем при работе системы
- содержать в чистоте такой матрац иногда оказывается проблематично

#### Микростимуляция
Система микростимуляции (коротко MiS) - это динамическая система для стимуляции микродвижений, которая уходит своими теоретическими корнями в основы базовой стимуляции. Такие системы стимулируют самостоятельные движения и восприятие собственного тела у пациента при помощи обратной связи.

### Матрацы с гелевым наполнителем
Такие матрацы чаще всего можно увидеть в операционном зале, и реже в стационаре. Матрацы наполнены густым гелем (обычно сухие полимеры/полиуретан). Гелевые маты представлены в качестве классического периоперативного средства. К тому же гелевые матрацы подогреваются, что предотвращает охлаждение пациента. Так же существуют другие виды средств лечения с применением гелевых наполнителей (гелевые подушки и так далее).

#### Преимущества
- низкая стоимость
- отсутствие неприятных звуков – не используются компрессоры

#### Недостатки
- в результате покрытия матрацев в стационарном отделении чаще вызывает пролежни
- исключительно профилактический характер
- тяжесть матраца, которая при перемещении больничных коек становится проблемой и персоналу требуется дополнительная помощь

### Кровать с наполнителем из стеклянных шариков
При больших секретирующих ранах (таких как ожоги) пациент может быть помещён на специальную кровать. Такие матрацы, наполненные мельчайшими стеклянными шариками, которые подбрасываются потоком воздуха вверх, в результате чего, ведут себя как жидкость. Сверху  такого матраца располагается простыня из синтетического материала, предотвращающая попадание наполнителя наружу, который при наблюдении под микроскопом представляет собой мелкую пыль. Синтетическая простыня позволяет микроскопическим шарикам собирать выделяемую телом пациента жидкость. Кожные покровы больного находится под действием минимального давления, что одинаково хорошо при профилактике и лечении пролежней. Из-за высокой цены и необходимого технического обслуживания, такие кровати берутся в аренду больницами только при острой необходимости. Вес ненаполненной кровати составляет 870 килограммов, что влияет на устойчивость зданий и доступ в палату пациента. Использование данного устройства в домашних условиях не предусмотрено.